# Yaozhou
Der Stadtbezirk Yaozhou (耀州区,  Yàozhōu Qū) ist ein chinesischer Stadtbezirk der bezirksfreien Stadt Tongchuan im Zentrum der Provinz Shaanxi. Er hat eine Fläche von 1.608 Quadratkilometern und zählt 357.370 Einwohner (Stand: Zensus 2020).
Im Stadtbezirk befinden sich die Steininschriften und -skulpturen des Medizinkönig-Berges (药王山石刻, Yào wáng shān shíkè), der Konfuzianische Tempel im Yao-Kreis (耀县文庙, Yào xiàn wénmiào), die Qin- und Han-zeitliche Stätte des Duiyu-Palastes (祋祤宫遗址, Duìyǔ gōng yízhǐ), die Song-zeitliche Yanchang-Pagode (延昌寺塔, Yánchāng sì tǎ), und das ehemalige Revolutionäre Hauptquartier an der Shaanxi-Gansu-Grenze in Zhaojin (陕甘边照金革命根据地旧址, Shǎn Gān biān zhào jīn gémìng gēnjùdì jiùzhǐ) von 1932, die auf der Liste der Denkmäler der Volksrepublik China stehen.

## Administrative Gliederung
Auf Gemeindeebene setzt sich der Stadtbezirk aus zwei Straßenvierteln, zehn Großgemeinden und zwei Gemeinden zusammen. 